# Sunny entre Estrelas
Sonny With a Chance (Sunny entre Estrelas no Brasil e Portugal) é uma série de televisão norte-americana original do Disney Channel e estrelada por Demi Lovato que interpretou Sunny Munroe.
A estreia ocorreu em 8 de fevereiro de 2009 nos Estados Unidos, sendo exibida pela primeira vez no Brasil em 29 de maio de 2009 e, em Portugal, em 27 de junho de 2009. A série foi renovada para uma segunda temporada, que estreou em 14 de março de 2010 na televisão norte-americana. No Brasil, foi transmitida pela Rede Globo nos estados que não adotam o horário de verão durante o período em que este estava em vigor no país.
Em 19 de abril de 2011, Demi Lovato anunciou sua decisão de não retornar à série, concentrando-se exclusivamente em sua carreira musical. Com essa mudança, a série foi reinventada e retornou em junho de 2011 com esquetes do programa So Random!.
Em Portugal, a série registrou audiências satisfatórias, resultando na disponibilização da primeira temporada em três volumes de DVDs em 2009. As duas temporadas foram exibidas entre 2010 e 2013 na SIC, no bloco Disney Kids. Anos mais tarde, a série foi reprisada no canal especial da MEO, denominado Disney Channel Forever, com a primeira temporada transmitida em 2017 e a segunda em 2018.

## Sinopse
A série, protagonizada por Demi Lovato, acontece nos bastidores de uma produção de Hollywood. A talentosa "Sunny"  Munroe viaja desde o estado de Wisconsin, atravessa os Estados Unidos para unir-se ao elenco do So Random! (Sem Sentido!), em  Los Angeles. O programa para crianças e adolescentes é um dos mais populares da TV. Seus colegas de elenco são a "rainha" adolescente local Tawni, o superamável Grady, o sociável e engraçado Nico e a pequena extravagante e a menor do elenco Zora. Agora, Sunny deve equilibrar de algum modo estas novas amizades enquanto se adapta a maneira de viver em Hollywood que, decididamente, é muito diferente da que vivia com sua família em. Enquanto isso, Sunny também deve competir com o arrebata corações Chad Dylan Cooper, com quem vive um relacionamento de amor e ódio, estrela do programa rival, Mackenzie Falls, que considera seu trabalho de ator dramático melhor que a Carreira de comediante dela.

## Elenco

### Principal
- Demi Lovato como Sonny (Sunny (BR/PT)) Monroe
- Tiffany Thornton como Tawni Hart
- Sterling Knight como Chad Dylan Cooper
- Brandon Mychal Smith como Nico Harris
- Doug Brochu como Grady Mitchell
- Allisyn Ashley Arm como Zora Lancaster

| Ator                 | Personagem                | Sunny Entre Estrelas | Sunny Entre Estrelas | Sem Sentido      |                  |
| Ator                 | Personagem                | 1 Temporada          | 2 Temporada          | 1 Temporada      |                  |
| Elenco principal     | Elenco principal          | Elenco principal     | Elenco principal     | Elenco principal | Elenco principal |
| -------------------- | ------------------------- | -------------------- | -------------------- | ---------------- | ---------------- |
| Demi Lovato          | Sonny (SunnyBR/PT) Monroe | Principal            | Principal            | Ausente          |                  |
| Tiffany Thornton     | Tawni Hart                | Principal            | Principal            | Principal        |                  |
| Sterling Knight      | Chad Dylan Cooper         | Principal            | Principal            | Principal        |                  |
| Brandon Mychal Smith | Nico Harris               | Principal            | Principal            | Principal        |                  |
| Doug Brochu          | Grady Mitchell            | Principal            | Principal            | Principal        |                  |
| Allisyn Ashley Arm   | Zora Lancaster            | Principal            | Principal            | Principal        |                  |

### Recorrente
- Genevieve Hannelius como Dakota Condor
- Madison De La Garza como Sunny com oito anos (Madison só Participou de 1 episódio)

## Produção
Gary Marsh, presidente de entretenimento do Disney Channel, afirmou: "Esta série está enfatizando uma das principais temáticas de atributos que nós defendemos, que é seguir o seu sonho". O show iniciou sua produção em 19 de Setembro de 2008.
A Disney Channel renovou a série para uma segunda temporada, que teve produção iniciada em Novembro de 2009, logo após o fim das gravações de Camp Rock 2: The Final Jam. A estreia ocorreu em 14 de Março de 2010. O encerramento das gravações da segunda temporada encerrou oficialmente no dia 9 de Julho de 2010.
Sobre a produção da terceira temporada da série, os produtores dizem que o começo das filmagens dependem apenas da disponibilidade de Demi Lovato.. A presidente do Disney Channel, Carolina Lightcap disse que a prioridade neste momento, é ela cuidar de sua saúde.
Porém no dia 19 de abril de 2011 Demi Lovato disse que não iria fazer parte da terceira temporada da série, para dar mais atenção a sua carreira musical. A série será reinventada, voltando em junho de 2011 com sketchs do programa "So Random".

## Episódios
| Temporada | Temporada | Episódios | Estreia original                                | Estreia brasileira                          |
| --------- | --------- | --------- | ----------------------------------------------- | ------------------------------------------- |
|           | 1         | 21        | 8 de Fevereiro de 2009 - 22 de Novembro de 2009 | 24 de Maio de 2009 - 31 de Janeiro de 2010  |
|           | 2         | 26        | 14 de Março de 2010 - 2 de Janeiro de 2011      | 18 de Abril de 2010 - 16 de Janeiro de 2011 |

## Trilha sonora
A trilha sonora da série foi lançada no dia 5 de Outubro de 2010 nos Estados Unidos pela gravadora Walt Disney Records. Seguida pelos singles So Far, So Great e Me, Myself and Time, ambos cantados por Demi Lovato.

## DVDs
| Temporada | Volume | Título                | Nº de Episódios | Episódios | Data de Lançamento  | Extras                                      |
| --------- | ------ | --------------------- | --------------- | --- | ------------------- | ------------------------------------------- |
| 1ª        | Vol. 1 | Olá, Hollywood!       | 7               | Início de Quadro, A História da Costa Oeste, Sunny no The Falls, Você Deu Carta de Fã, Garotas Trapaceiras, Três Não é Uma Companhia e Votação Aparte.                        | 20 de Janeiro, 2010 | Série Mackenzie Falls.(lyssa sanches muniz) |
| 1ª        | Vol. 2 | Até Agora Tudo Ótimo! | 7               | Rapidamente Amigos, Sunny Entre Estrelas do Namoro, Sunny e o Estúdio da Pirralha, Promessas, Rainha de Baile, As Crianças Magoadas, Batalha das Estrelas da TV e Pegadinhas. | 10 de Março, 2010   | Audições do Elenco.                         |
| 1ª        | Vol. 3 | Estrela em Ascensão!  | 7               | Contos da Sala da Contra-Regra, Sunny na Cozinha com um Jantar, Adivinhe Quem é o Astro Convidado, De Hart para Hart, Sunny no Meio, Monstros do Biscoito e Sunny: Até Agora. | 12 de Maio, 2010    | Erros de gravação com todo o elenco.        |

## DVDs Especiais
| Temporada | Título                    | Nº de episódios | Episódios | Data de lançamento       | Extras |
| --------- | ------------------------- | --------------- | --- | ------------------------ | --- |
| 1ª        | A Grande Raptura de Sunny | 6               | Início de Quadro, A História da Costa Oeste, Sunny no The Falls, Garotas Trapaceiras, Três Não é Uma Companhia (episódio bônus) . | 25 de Agosto, 2009 (EUA) | As características do bônus incluem uma época nunca antes visto um episódio intitulado "Sonny in the Middle". O DVD também inclui um final de temporada Mackenzie Falls suma, um cartão colecionável e oficial de Demi Lovato fita de audição de 2007 para a série. |

## Prêmios e indicações
| Ano  | Prêmio                   | Categoria                                           | Por                              | Resultado |
| ---- | ------------------------ | --------------------------------------------------- | -------------------------------- | --------- |
| 2009 | Teen Choice Awards       | "TV - Estrela Feminina Revelação"                   | Demi Lovato                      | Ganhou    |
| 2009 | Kids' Choice Awards 2009 | "Programa de Comédia Favorito"                      | Sonny With a Chance              | Nomeada   |
| 2010 | Kids' Choice Awards 2010 | "Programa de Televisão Favorito"                    | Sonny With a Chance              | Nomeada   |
| 2010 | Young Artist Awards 2010 | "Melhor Atriz Coadjuvante (Comédia ou Drama)"       | Allisyn Ashley Arm               | Nomeada   |
| 2010 | Teen Choice Awards       | "Série de TV: Comédia"                              | Sonny With a Chance              | Nomeada   |
| 2010 | Teen Choice Awards       | "Atriz de TV: Comédia"                              | Demi Lovato                      | Nomeada   |
| 2010 | Teen Choice Awards       | "Ator de TV: Comédia"                               | Sterling Knight                  | Nomeada   |
| 2010 | Disneyllon               | "Amigas Para Sempre"                                | Sonny Munroe e Tawni Hart        | Nomeada   |
| 2010 | Disneyllon               | "Melhor Romance Inesperado"                         | Sonny Munroe e Chad Dylan Cooper | Ganhou    |
| 2010 | Disneyllon               | "Melhor Estréia Vip"                                | Sonny With a Chance              | Ganhou    |
| 2010 | Hollywood Teen TV Awards | "Show Teen Pick: Comédia"                           | Sonny with a Chance              | Ganhou    |
| 2010 | Hollywood Teen TV Awards | "Teen Show Pick: Comedy"                            | Sterling Knight                  | Ganhou    |
| 2010 | Hollywood Teen TV Awards | "Atriz Pick Teen: Comedy "                          | Demi Lovato                      | Ganhou    |
| 2010 | Hollywood Teen TV Awards | "Atriz Teen Pick: Melhor atuação Dramática-comédia" | Allisyn Ashley Arm               | Ganhou    |
| 2010 | Hollywood Teen TV Awards | "Atriz Teen Pick: Melhor Atuação de Comédia"        | Tiffany Thornton                 | Ganhou    |
| 2010 | Hollywood Teen TV Awards | "Atriz Teen Pick: Melhor Participação secudária"    | Genevieve Hannelius              | Ganhou    |
| 2010 | Hollywood Teen TV Awards | "Ator Teen Pick: Melhor Participação Secundária"    | Michael Kostroff                 | Nomeado   |
| 2010 | Hollywood Teen TV Awards | "Atriz Teen Pick: Melhor Atriz mirim Vilã"          | Genevieve Hannelius              | Ganhou    |

## Exibição no Brasil
Sunny entre Estrelas é exibida no Brasil através do Disney Channel, mas devido ao seu fim saiu do ar e só retornou em especiais do canal, como o Disney Channel Fest que aconteceu em julho de 2014. Voltou ao ar novamente pelo Disney Channel no dia 3 de novembro de 2014, no horário 23:00h nos dias de filmes curtos e as 23:30h nos dias que o canal exibi filmes mais longos, dentro do bloco disney replay, sendo reexibida até maio de 2015. No ano de 2023 iniciou-se uma nova reexibição da série por meio do Disney Channel toda terça-feira às 13:30 da tarde.

### Na Rede Globo
A emissora iniciou a transmissão da série nos estados integrantes da  Rede Fuso em 12 de julho de 2010. Em 1º de novembro de 2010, a série foi retomada, passando a ser exibida também nos estados que não aderiram ao Horário de Verão e que agora faziam parte da Rede Fuso. A exibição ocorria após a Sessão da Tarde, sob o título Sunny Entre Estrelas.
Ao contrário de iCarly, cujas duas primeiras temporadas foram transmitidas e reprisadas, esta série teve apenas a sua primeira exibição, sem reprises. A série foi retirada da programação da TV Globo, sendo substituída pela primeira temporada de Zack e Cody: Gêmeos a Bordo. Vale ressaltar que a mesma já foi veiculada na TV Globinho e reprisada quatro vezes.

## Fim da série
Em abril de 2011, Demi Lovato, em entrevista a revista "People", disse que não retornaria a série, focando apenas em sua carreira musical. Devido a sua internação em outubro de 2010 por problemas emocionais, Demi disse que estar em frente as câmeras a deixaria nervosa, atrapalhando assim sua recuperação.
O Disney Channel apoiou sua decisão e anunciou que em junho o programa retorna ao ar reinventado, com pequenos quadros do show "Sem Sentido!".